# Ye Shiwen
Ye Shiwen (chiń. upr. 叶诗文; chiń. trad. 葉詩文; pinyin Yè Shīwén; ur. 1 marca 1996 w Hangzhou) – chińska pływaczka, dwukrotna mistrzyni olimpijska, dwukrotna wicemistrzyni świata (basen 25 m), dwukrotna mistrzyni igrzysk azjatyckich.
Specjalizuje się w pływaniu stylem zmiennym. W wieku 14 lat podczas odbywających się w listopadzie 2010 roku igrzysk azjatyckich zdobyła dwa złote medale na dystansie 200 i 400 m w tej specjalności. Miesiąc później zdobyła dwa srebrne medale na tych dystansach podczas mistrzostw świata na krótkim basenie w Dubaju. 
Na igrzyskach olimpijskich w Londynie w 2012 roku 16-letnia Ye zdobyła złoty medal w pływaniu na dystansie 400 m stylem zmiennym, wynikiem 4.28,43 min pobiła o 1,02 sek rekord świata należący dotychczas do Australijki Stephanie Rice. Trzy dni później zdobyła drugi złoty medal, tym razem na dystansie 200 m zmiennym.

## Rekordy świata
| Data          | Miejsce | Konkurencja                        | Rezultat    | Status                            |
| ------------- | ------- | ---------------------------------- | ----------- | --------------------------------- |
| 28 lipca 2012 | Londyn  | 400 m stylem zmiennym (basen 50 m) | 4:28,43 min | do 6 sierpnia 2016 Katinka Hosszú |